# Расселл (Канберра)

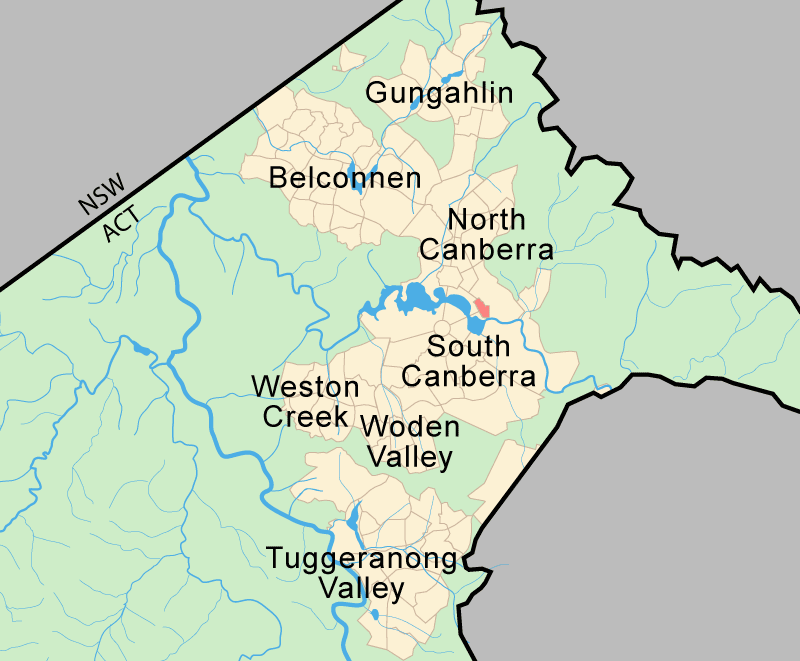
Расположение района Расселл

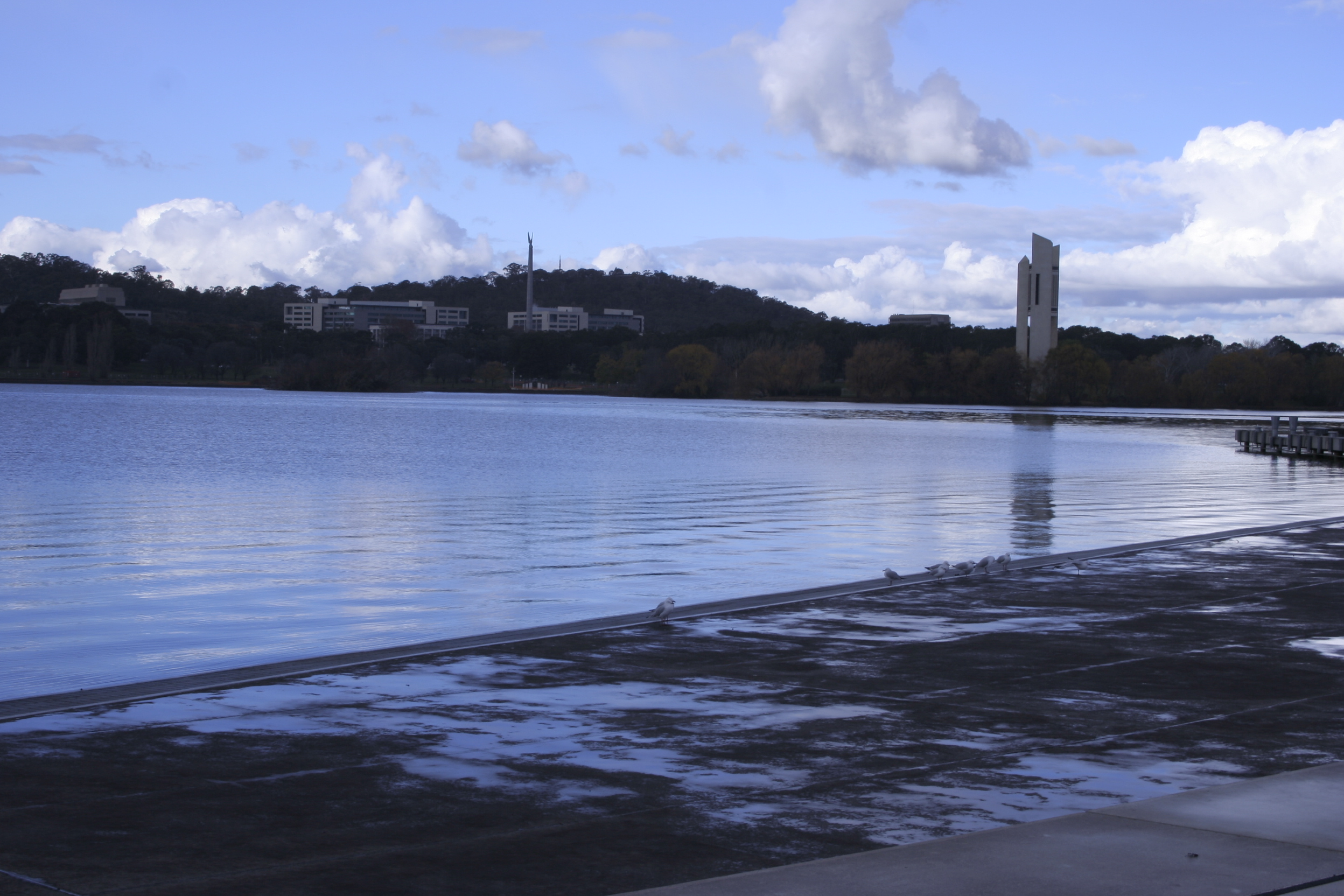
Вид на район Расселл через озеро Берли-Гриффин

Расселл (англ. Russell) — район в округе Северная Канберра города Канберра, столицы Австралии. Почтовый индекс 2600.
Расселл является одним из самых маленьких районов Канберры. На его территории расположены офисы ряда правительственных учреждений. Жилые дома в районе отсутствуют.

## Этимология названия
Название района ассоциируется с данной территорией уже на протяжении многих лет. Исследователь Чарльз Скривенер около 1910 года дал название «Расселл» находившейся здесь тригонометрической станции, позднее оно перешло к основанному здесь раннему поселению. Улицы Расселла названы в честь военнослужащих.

## География
Район ограничен шоссе Морсхед драйв, Паркс Вэй и авеню Конституции. К востоку, на границе с районом Кэмпбелл находится гора Монт Плезант.

## Достопримечательности
В районе располагается штаб-квартира Сил обороны Австралии, занимающая помещения в офисном комплексе Расселл.
На западе района, на берегу озера Берли-Гриффин, расположены парки Кингс и Гревиллеа.